# Joseph Marschall

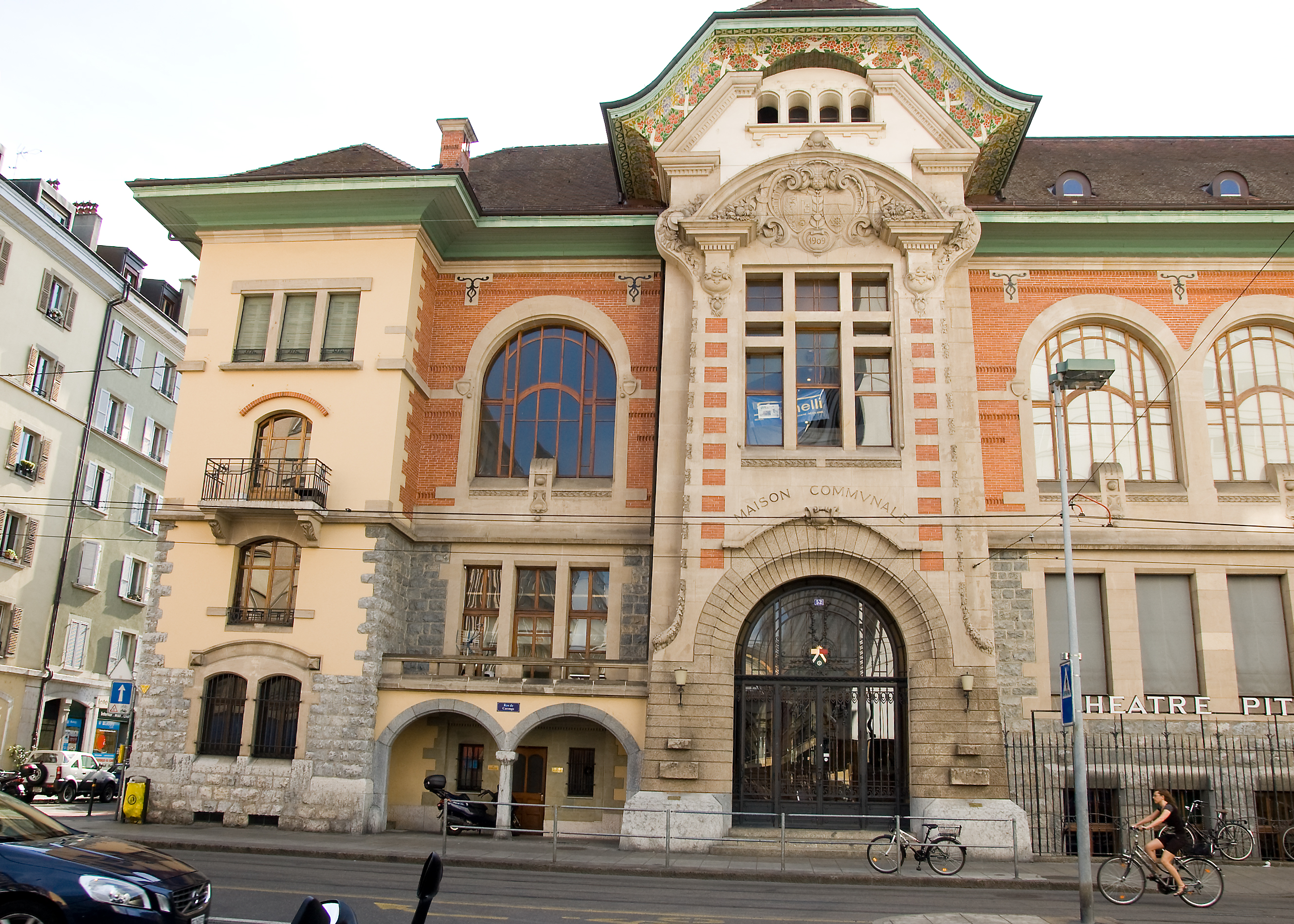
Maison communale, Plainpalais/Genf

Joseph Marschall (geb. 23. Juni 1865 in Plainpalais; gest. 17. Oktober 1924 in Genf) war ein Schweizer Architekt.

## Leben
Marschall absolvierte von 1879 bis 1872 ein Architekturstudium an der École des Beaux-Arts in Genf und arbeitete anschliessend bei André Bourdillon sowie den Brüdern Camoletti. Ab 1892 unterrichtete er Zeichnen und Bauornament an der École des Beaux-Arts und am Collège, ab 1899 auch an der École des Arts industriels. In dieser Zeit baute er auch eigene Projekte, etwa die Gestaltung des Quai du Mont-Blanc (1894), das Schulhaus von Plainpalais (1905) sowie das dortige Gemeindehaus (1909). Seine Werke waren auch unter Zeitgenossen bereits umstritten, sie werden als Stilmix aus Historismus, Schweizer Chaletstil, Jugend- und Heimatstil charakterisiert, so etwa das Gemeindehaus mit seinem neobarocken Eingang vor einer Bossenwerkfassade, den vom Jugendstil beeinflussten Fenster- und Türöffnungen und dem komplizierten Dach im Appenzellerstil.

## Werke (Auswahl)
- Quai du Mont-Blanc, Gestaltung, Genf, 1894–1895[1]
- Quai des Eaux Vives, Gestaltung, Genf, 1894–1895
- Brasserie Escoffier auf der Landesausstellung 1896 in Genf[2]
- Primarschule, Plainpalais, 1905[3]
- Gemeindehaus, Plainpalais, 1909[4]
- Immeuble Rue des Peupliers 26, Plainpalais, 1912
- Immeuble Rue des Peupliers 24, Plainpalais, 1914